# Vuolmatselkä
Vuolmatselkä är en kulle i Finland.   Den ligger i den ekonomiska regionen Norra Lappland och landskapet Lappland, i den norra delen av landet, 900 km norr om huvudstaden Helsingfors. Toppen på Vuolmatselkä är 348 meter över havet.
Terrängen runt Vuolmatselkä är platt.  Trakten runt Vuolmatselkä är nära nog obefolkad, med mindre än två invånare per kvadratkilometer. Det finns inga samhällen i närheten. 